# Çağlar Birinci
Çağlar Birinci est un footballeur turc né le 2 octobre 1985 à Trabzon. Il évolue actuellement au poste de défenseur central à l'Altay SK.
Formé au club de Trabzonspor, il évolue au poste de défenseur.
Il possède quatre sélections en équipe de Turquie.

## Biographie

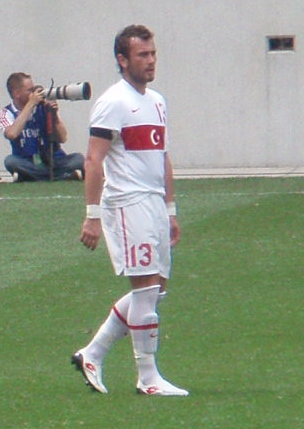
Birinci avec la Turquie en 2010

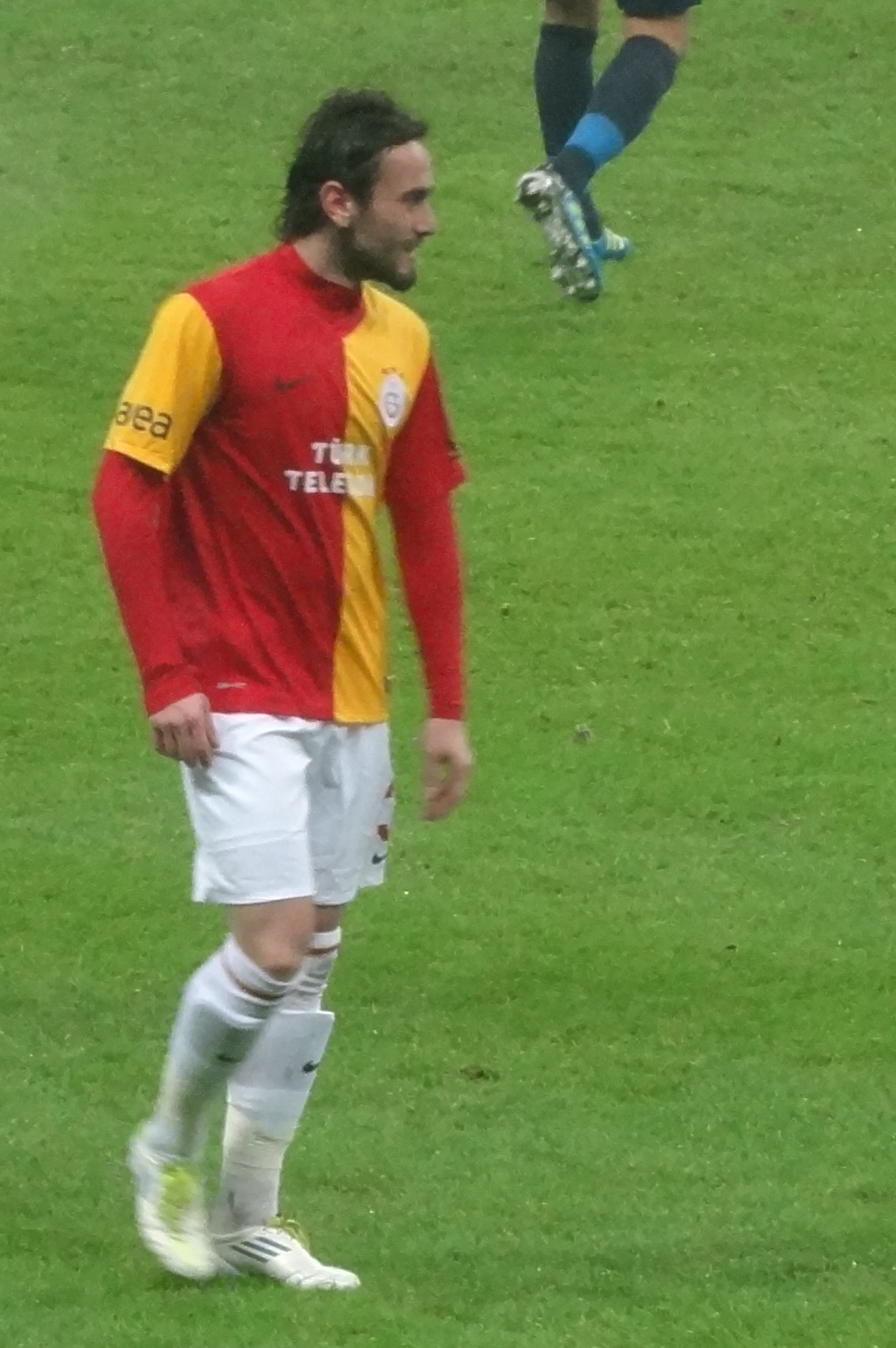
Birinci avec Galatasaray en 2012

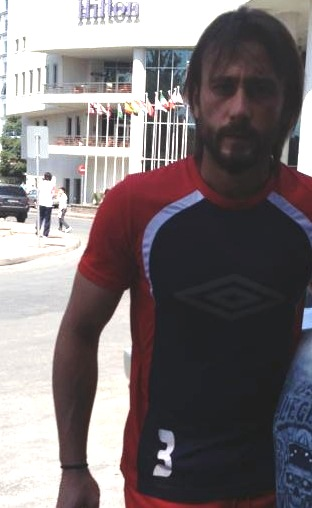
Birinci à Elâzığ en 2013

## Palmarès
- Trabzonspor -21 ans
  - Champion de Turquie des moins de 21 ans en 2004

- Galatasaray SK
  - Champion de Turquie en 2012 et 2013
  - Vainqueur de la Supercoupe de Turquie en 2012 (en) et 2013 (en)

- Kayserispor
  - Champion de Turquie de 1. Lig (D2) en 2015